# Махмудов, Акжол Махамаджанович
Акжол Мухаммедович Махмудов (род. 15 апреля 1999, Араванский район, Ошская область) — кыргызский борец греко-римского стиля, двукратный чемпион мира, трехкратный чемпион Азии, бронзовый призёр чемпионата мира до 23 лет, призёр Азиатских игр, серебряный призёр летних Олимпийских игр 2020 года, бронзовый призер летних Олимпийских игр 2024 года, двукратный чемпион Кыргызстана.

## Биография
Махмудов Акжол Мухаммедович родился 15 апреля 1999 года в Араванском районе Ошской области. Чемпион занялся борьбой в шесть лет, вслед за двумя старшими братьями. Позже он выиграл два чемпионата Азии среди кадетов и чемпионат Азии среди юниоров 2017 года. Махмудов также стал чемпионом мира среди кадетов в 2016 году и выиграл серебряную медаль на чемпионате мира среди юниоров 2017 года в Тампере. 
В 2018 году Махмудов провел свой первый турнир взрослого уровня, когда он выступил на чемпионате Кыргызстана по борьбе. Он выиграл в весовой категории до 77 кг и был включен в старшую национальную команду.
На чемпионате Азии 2018 года Махмудов выступал в категории 72 кг и победил Ахмада Махмуда Дашана (12–2), затем Кулдипа Малика (8–0) и Томохиро Иноуэ (7–0). В финале он встретился с серебряным призером чемпионата мира по борьбе-2017 Демеу Жадраевым. Он выиграл 8–6, став самым молодым борцом из Кыргызстана, завоевавшим золотую медаль среди взрослых на чемпионате Азии.
На Азиатских играх 2018 года в Джакарте Махмудов вернулся в категорию 77 кг и дошёл до финала, где проиграл Мухаммадали Гераи из Ирана. На чемпионате мира среди юниоров 2018 года он проиграл в четвертьфинале Исламу Опиеву из России, но продолжил борьбу на утешительной стадии и выиграл бронзовую медаль у Камала Бея из США в матче-реванше в финале чемпионата мира среди юниоров.
В 2018 году стал чемпионом Азии и серебряным призёром Азиатских игр. В августе 2020 года, уступив в финале венгру Тамашу Лёринцу (1:2), стал серебряным призёром Олимпийских игр в Токио. 13 августа 2022 года завоевал золото на Играх исламской солидарности. 22 сентября 2023 года завоевал золото на Чемпионате мира по борьбе 2023, став таким образом двукратным чемпионом мира в весе до 77 кг. (2022 и 2023). 4 октября 2023 года завоевал золото Азиатских игр в Гуанчжоу.
На летних Олимпийских играх 2024 года в Париже, в весовой категории до 77 кг стал обладателем бронзовой медали. В схватке за третье место поборол азербайджанского спортсмена Санана Сулейманова.